# Teke-Nzikou
Teke-Nzikou (auch Njiunjiu und Njyunjyu) ist eine Bantusprache und wird in der Republik Kongo gesprochen. 
Sie ist im Departement Plateaux um Djambala verbreitet. 
Teke-Nzikou wird in der lateinischen Schrift geschrieben.

## Klassifikation
Teke-Nzikou bildet mit den Sprachen Ngungwel, Tchitchege, Teke, Teke-Eboo, Teke-Fuumu, Teke-Kukuya, Teke-Laali, Teke-Tege, Teke-Tsaayi, Teke-Tyee und Yaka die Teke-Gruppe. Nach der Einteilung von Malcolm Guthrie gehört Teke-Nzikou zur Guthrie-Zone B70. 